# 龙华二十四烈士
龙华二十四烈士是指在1931年2月7日于上海淞沪警备司令部龙华看守所外遭到秘密枪杀的24人，这些人的身份包括中国共产党党员、共青团团员及中国左翼作家联盟作家。这24名被杀人士均是在1月17日至21日由于叛徒告密或资料泄露，于数个旅社房间或住所内被上海公共租界巡捕房巡捕和南京国民政府便衣特务逮捕的，被捕时部分成员正在讨论或准备讨论中共六届四中全会的相关决议。
在二十四烈士遇难后，包括中国共产党党媒在内的多家报纸刊文纪念和哀悼这些烈士，鲁迅等也撰文对烈士的遇难表示哀悼。中华人民共和国成立后，上海市政府在当年的龙华看守所刑场外发掘到了二十四烈士的部分遗骸和遗物，并将其合葬于龙华烈士陵园。但由于当事人的回忆以及1930年代的相关报道存在出入，使得24名烈士的名单当中仍然存在未被确认的部分，龙华烈士陵园的合葬墓墓碑上仅列明了22人的名字。

## 事件经过

### 被捕经过

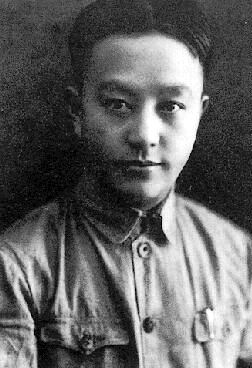
王明联合米夫召开的中共六届四中全会，成了这次龙华二十四烈士事件的导火索。

1931年1月7日，王明主持召开了中共六届四中全会。这次的召开并未事先通知任何筹备进展，会前才突然通知各位代表前来参加会议，以至于大多数与会者都并不清楚此次会议的实质，部分人认为此次会议为临时召开的紧急会议。这导致会议召开没多久，与会者就对“此次会议是否是六届四中全会”的问题展开争论。这次会议的成员大多为王明和共产国际代表米夫所直接选定，其中有多达15名的非中央委员参加了会议，其中包括王明。这次会议在米夫的授意下迅速通过了王明所主张的相关路线计划，并且很快就通过了以王明为首的新的党中央，这导致关于这次会议的争议一直在持续，其中包括何孟雄、罗章龙、林育南等人。
1月17日，上海各级中共组织以“贯彻六届四中全会精神”为由，组织党员在上海市内各秘密地点分别讨论关于六届四中全会的相关决议。当天中午，南京国民政府出动军警和便衣特务对中共的几处会议地点进行了包围，一同参与行动的还有上海公共租界巡捕房的巡捕。这些人员首先来到东方旅社，先由一名特务化装成茶房进入房间打探情况，在大致确认后进入房屋，逮捕了李云卿、林育南、苏铁、柔石、冯铿、殷夫、胡也频、彭砚耕等8人，会议的相关文件没来得及销毁就被缉捕人员全部缴获。在留下部分人员埋伏后，国民政府的抓捕人员前往中山旅社，逮捕了在中山旅社开会的阿刚、蔡伯真、欧阳立安、伍仲文4人，并同样留下部分人员埋伏。

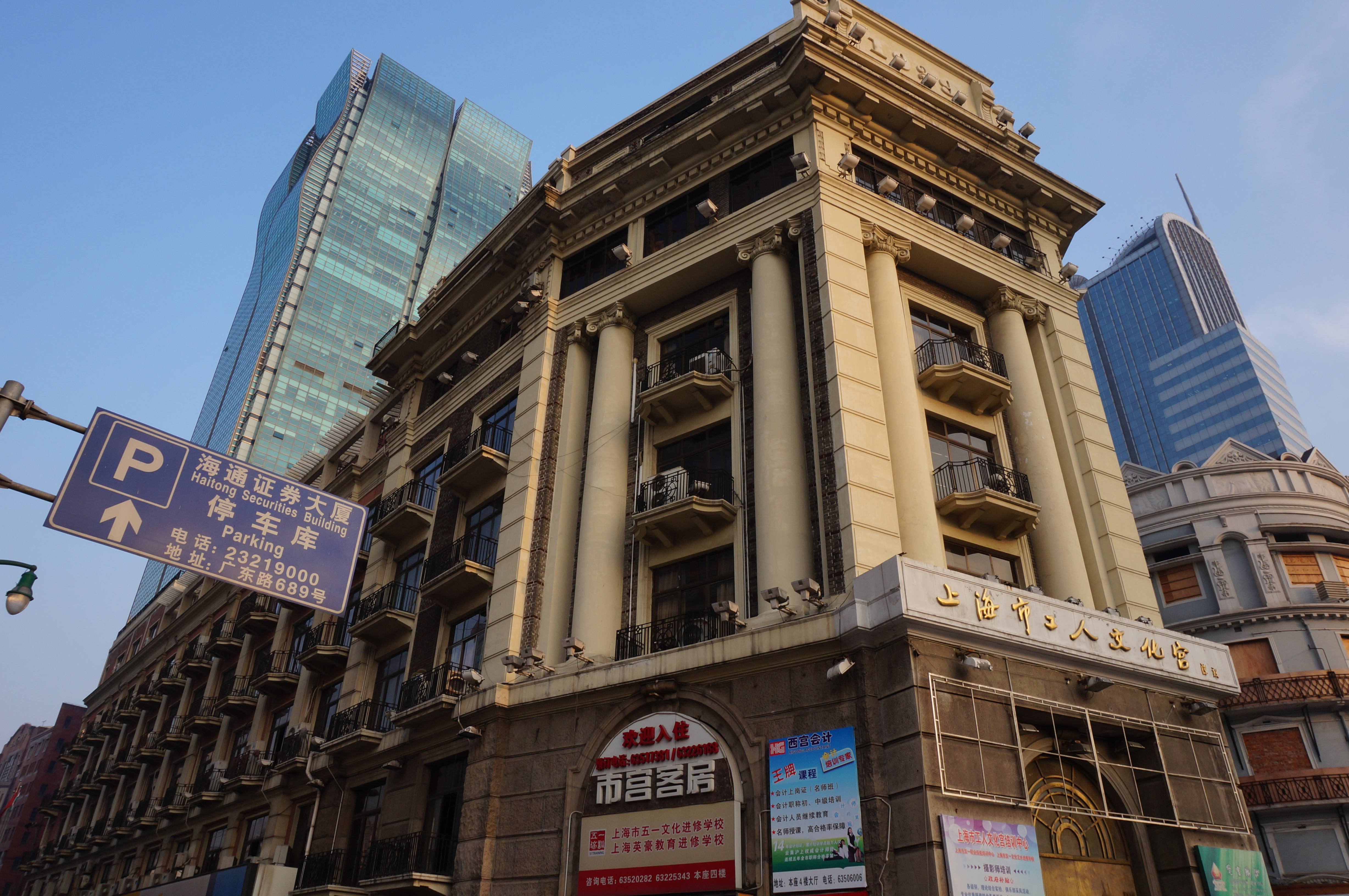
东方饭店，即现在上海市工人文化宫

17日下午，黄理文赶到中山旅社准备参与会议讨论，发现情况不对后立刻从旅社离开，在离开的路上遇到了从杭州赶来参加会议的龙大道，二人没过多久就被追出来的巡捕逮捕；而赶到东方旅社的罗石冰和王青士在发觉情况不对后也准备离开，没走多远就被埋伏在周围的特务逮捕。当天傍晚，赶到中山旅社的何孟雄也被特务抓获。17日晚上，左翼作家联盟的重要据点之一的华德路鸿运坊152号被国民政府的缉捕人员查抄，房内搜出大量左翼作家联盟的文件，房主汤士佺及其妻子王孙氏被逮捕。缉捕人员从文件中找到了一封信，继而发现了其他左翼作家联盟成员的住址，并在这些住址中的“华德路明园坊11号”逮捕了费达夫和刑红珠。
18日凌晨，汤士佺的哥哥汤士伦在昆明路被逮捕。18日清晨，李求实在发现林育南等人彻夜未归后外出寻找，在东方旅社被埋伏的特务逮捕。这一系列的逮捕事件后来被称作“东方旅社事件”。18日下午，国民政府的缉捕人员突查华德路小学，没有发现之前情报中提供的开会迹象，但还是逮捕了贺林隶、王佩云夫妇、刘桂贞和随后进来的刘争，然后查封了校产。
19日缉捕人员搜查了华通书店，逮捕了郑襄阁。20日早晨，江苏省委宣传部的秘书李初梨带着写着暗语的纸条赶到沪东区委书记罗铁成家里，准备向罗铁成传达王明等人的讨论结果，但此地已经被缉捕人员控制，李初梨随即被逮捕。此外，何孟雄的家中被缉捕人员查抄，何孟雄的妻子、妻妹和两个孩子以及前来联系工作的刘诗人被逮捕；从南京刚到上海的南京市委书记恽雨棠、李文夫妇也被逮捕。
在被逮捕后，绝大多数人为了避免暴露身份而给自己起了一个化名，并且他们在被审判前被分别关押在不同的牢房内。其中李云卿、柔石（化名赵少雄）、林育南（化名李少堂）、殷夫（化名徐英）、胡也频（化名蒋文瀚）、冯铿（化名冯梅岭）、彭砚耕（化名刘后春）、罗石冰（化名孙玉法）、王青士（化名王子官）、李求实（化名李伟森）、阿刚（化名赵子芝）、蔡博真（化名李文斌）、欧阳立安（化名杨国华）、伍仲文（化名吴惠英）、龙大道（化名王明石）、黄理文（化名黄理海）、何孟雄（化名陈方）被关押在老闸捕房；费达夫（化名费德弗）、刑红珠（化名王小妹）、汤士佺（化名王阿金）、王孙氏、汤士伦（化名黄崑）、贺林隶（化名贺治平）、王佩云、刘桂贞、刘争（化名王和鼎）被关押在汇山捕房；李初梨（化名李宜兹）被关押在杨树浦捕房；郑襄阁（曾用名陈迪威）、何孟雄的妻子和妻妹、以及刘诗人被关押在虹口捕房；恽雨棠（化名胡铁生）、李文（化名胡李氏）被关押在戈登路捕房。在林育南等人被捕后，中共特科方面曾经试图劫囚车，但是由于时间差错，没能成功。

### 审讯经过
1月19日上午，林育南、李求实、柔石、冯铿、殷夫、胡也频、李云卿、彭砚耕、王青士、罗石冰、何孟雄、阿刚、蔡博真、伍仲文、欧阳立安、龙大道、黄理文等被送往江苏高等法院第二分院刑庭接受庭审。庭审过程当中由租界工部局等列举出的证据显示，有人泄露了这几次会议的相关信息。庭审中，林育南等人均以事先在捕房内沟通好的供词回答法庭提问。庭审中，有之前叛变的与共产党员有联系的人出庭指证，并指出了欧阳立安的真实身份:84。在没有其他证据的情况下，法院当庭裁定林育南等人与共产党有联系，并将他们移交给了上海市公安局，但并没有宣判具体的刑罚。此后，包括在19日至21日期间被捕的其他共产党员也被移送至上海市公安局。
20日起，上海市公安局对林育南等人进行分批提审，经被提审的人们确认，在审讯何孟雄、李求实等人时，有一个从莫斯科东方大学回国的女生隐蔽在提审官的后面，指认出何孟雄、李求实等人的真实身份。此外，在提审官手中已经获取到了几乎所有人的照片以及真实姓名，但这些信息的来源不得而知。一同被关押的恽雨棠则因为在此之前的战场上所导致的断指而被认出，出于类似原因而暴露身份的还有汤士伦。在全部人员都经过审讯后，1月23日，在此前被逮捕的36人被转移至淞沪警备司令部龙华看守所内看押。
在转移至龙华看守所后，淞沪警备司令部司令熊式辉原计划将36人全部立即处决，但此时警备司令熊式辉的小老婆被共产党买通，熊式辉在其小老婆的劝说下决定先对该36人进行审讯。在林育南等人被捕后，王明停止了林育南所在的中华苏维埃全国代表大会准备委员会的活动，这直接导致了林育南等人与中共在监狱内部的组织的联系断绝。在被关押期间，中共派人向监狱内送来了部分日用品及少量钱物，丁玲和沈从文还曾专门看望胡也频，发现包括胡也频在内的这批被捕人员脚上一直戴着脚镣。2月后，淞沪警备司令部开始对林育南等人继续进行单独提审，但没能得到更多的其他中共组织信息。

### 秘密杀害
2月7日晚上，林育南等20余人被号房中提出，押往刑场行刑，在龙华淞沪警备司令部后侧荒地遭集体秘密枪杀，但具体被枪杀的人数至今无法得到最终确认。在枪杀完毕后，林育南等人的尸体被移地放入事先挖好的坑中掩埋无迹，两人一组进行掩埋，无任何标志。掩埋进行的非常仓促，以至于很多人的镣铐都没来得及解下来。2月8日，中共继续派人前往监狱探监，但被告知大部分人已经被枪杀。在此之后，由于其他人无法被指认身份或者被国民政府认定为情节较轻，同案被捕的李初梨、陈铁如、黄理文、郑襄阁、孙阿芳、黄淑芝、邢红珠、王孙氏、刘诗人等人被分别判处了不同的有期徒刑。

## 相关调查

### 查证叛徒

#### 王拙夫说
查证叛徒的相关行动，从林育南等人入狱之后就已经开始了，恽雨棠在被认出之后，表示自己的断指仅告诉过《红旗日报》的交通员王拙夫一个人，这基本上确认了王拙夫叛变的事实，其他关于龙华二十四烈士的研究当中均认为王拙夫已经叛变。

#### 王明说
但由于王拙夫仅为一名交通员，而中共的特务机关历来都是保持单线联系的，仅凭一个王拙夫几乎不可能导致如此大范围的被捕事件。而之前在事件中险些被捕的罗章龙指出，王拙夫与王明是莫斯科东方大学的同学，且在此之前曾有过贪污前科，后来担任特科工作时也是主要作为王明的眼线，在党内从事反王明活动的探听工作，至此罗章龙认为这次大规模被捕事件与王明脱不了干系。此后据时任中共中央委员的张金保称，在中华人民共和国成立后，有关部门曾经在大连截获了一批国民党的档案，其中提到了关于王明告密的事情，这批资料后来转交给了中共中央组织部。此外，由于何孟雄等人对王明的公开反对，王明撤消了何孟雄等人的生活经费以及活动经费，停止了党内的保护措施，并且曾经放出话来早知道他们会被逮捕，并且以“来不及了”、“太危险”等原因阻止中共特科的相关人员对何孟雄、林育南等人前往营救，并且于2月19日在中共中央各委员之间派发关于何孟雄所谓“所犯错误”的材料。但对于同一时期被逮捕的其他人员有時會行賄將其救出獄中，比如此后被捕的没有参加任何六届四中全会讨论的向忠发的秘书。

#### 顾顺章说
根据罗章龙在事后的记述，这次事件的主要叛徒嫌疑对象还有顾顺章，认为这次事件是顾顺章向租界工部局打电话告密的。此外，在这次事件发生后，王明专门派遣顾顺章去搜查其他共产党员的住址，并曾对这些被搜查过的共产党员威胁以“你们快离开上海罢！否则，我们对你也不客气了！”之类的言论。

#### 康生说
关于是康生告密的说法主要出自《康生传》，这本书中采信了两个在1931年后转投国民党、1949年后被捕的原共产党员王云程和吴滨沭的证词，称是由于康生的出卖导致了龙华二十四烈士的遇难，其主要目的是为了清党，同时巴结王明:56。

### 确认死者名单

#### 死者人数之争
烈士遇难的消息最早是由龙华看守所内的中共秘密党支部传达出去的，相关的消息随即刊登在了中共中央机关报《红旗日报》上，所写标题为“二七纪念日龙华司令部 秘密枪杀廿三名战士”，这也是关于龙华烈士的最早报道，一同被捕的黄理文和郑襄阁在事后的回忆中也认为实际人数为23人，丁景唐等人于此后的考证也声称是23人，但张文秋的回忆录中认为仅有21人，夏衍在相关回忆文章中认为仅有22人。但在1931年4月25日，鲁迅连同史沫特莱等国际友人所发表的《中国左翼作家联盟为国民党屠杀同志致各国革命文学和文化团体及一切为人类进步而工作的著作家思想家书》中则指出，遇难人数实为24人，此后鲁迅在《为了忘却的纪念》当中再次提出了这种说法，其中提到“柔石和其他二十三人”:82。此外，王明在其所发表的悼词当中认为遇难者共有26人，但并没有给出具体名单。此外，还有说法提出死者人数有25人。

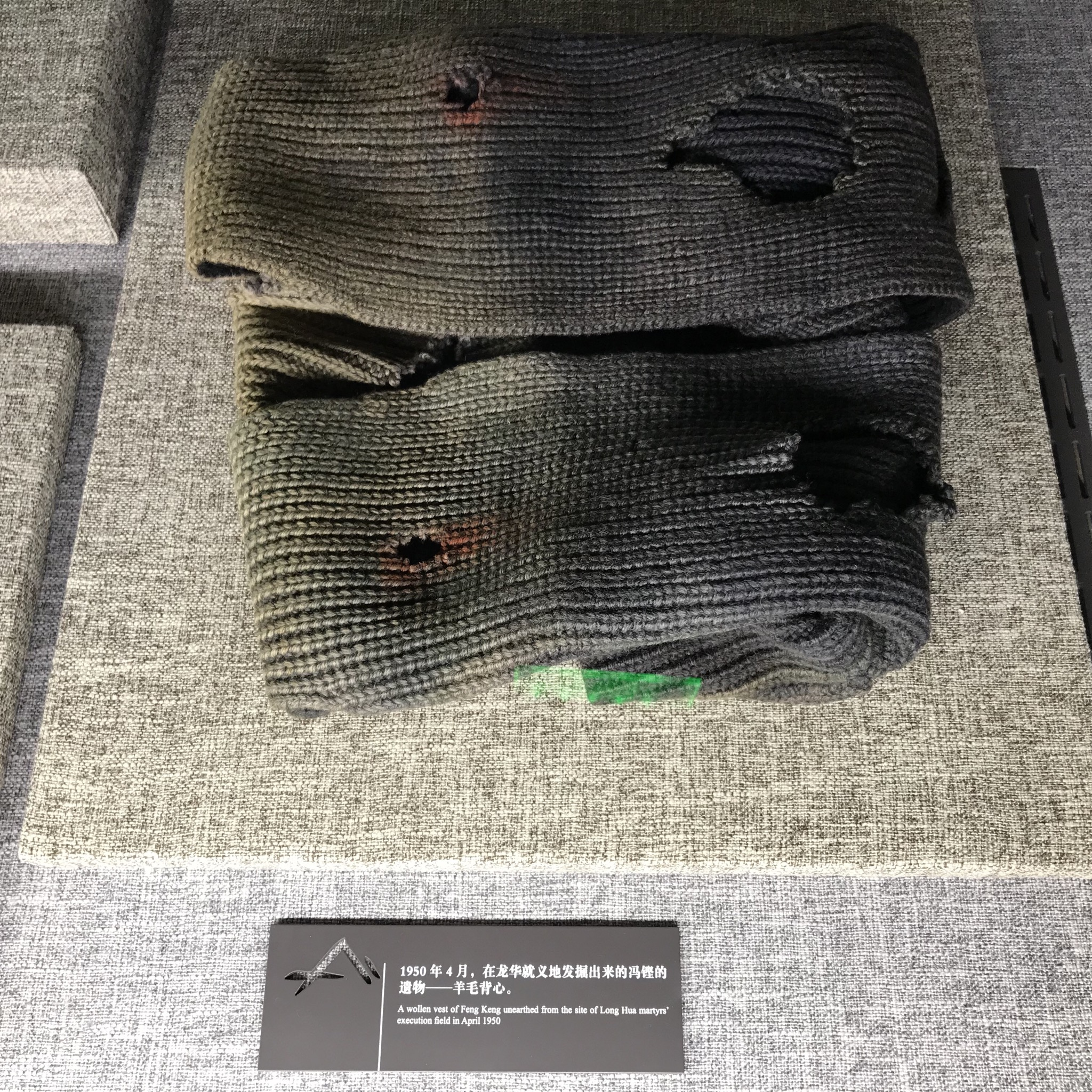
1950年4月，在龙华就义地发掘出来的冯铿的遗物——羊毛背心。

1950年，中华人民共和国中央人民政府内务部部长谢觉哉专门发函，要求上海市政府找到24烈士的遗骸。上海市市长陈毅和副市长潘汉年组织相关人员进行调查。经过当地居民的指认，上海市民政局和龙华区接管委员会派员在原龙华看守所的刑场（龙华路2501弄1号附近），即林育南等人遇难处附近离地面二米深处发掘出多具遗骸，其中完整的18具，还有几具残缺，此外还有部分遗物，这次挖掘行动也没能证明遇难人数。后经中央内务部函示：“同意欧阳立安等烈士遗骸合葬造墓立碑纪念”，并收集众烈士姓名，“以俾全部刻入碑石”。经多方查实，遇难诸烈士的姓名、身份基本查清。不久后，在大场公墓顾正红墓侧建集体墓一座。由于无法分清遗骸归属，这些遗骸随后被合葬于一口大棺材中，并在旁边立碑，但由于当时未经过多调查，墓碑上所写文字为“林育南等二十三烈士之墓”。1963年清明立碑，碑文直书欧阳立安等当时考定的17位烈士姓名。最终龙华烈士陵园再经过详细的考证以及对其他当时幸存者的采访之后，最终采信了鲁迅的24人说法，并于1980年将龙华二十四烈士的说法定为官方说法，但这种说法也招致了争议。上海市烈士陵园建成后，将欧阳立安等遗骸移至陵园西侧一排，立集体卧碑一座，碑名横书“龙华二十四烈士”，下端刻列已查实的22人姓名，林育南、龙大道、欧阳立安等12人分别嵌有长方形瓷质遗像。

#### 确认死者身份
由于死者的具体数字无法得出结论，死者名单的确认也受到了影响。1949年，黄理文撰文提及了17位龙华烈士的名字，分别是何孟雄、林育南、李求实、龙大道、恽雨棠、李文、蔡博真、伍仲文、欧阳立安、阿刚、胡也频、柔石、殷夫、冯铿、费达夫、汤士伦、汤士佺。1950年，上海市民政局开始确认龙华烈士的具体名单，但最终仅确认了10人。1950年5月31日，陈毅市长收到一封自称刘贞女友的人写的信，信中写出了刘贞和贺林棣的具体去世时间和大致地点，同时还说明同时遇难的还有何某和傅某。信中所提供的信息与龙华24烈士高度一致。随后上海市政府对此展开了调查，但最终没能从这条线索上得到任何进展。在经过询问当时的其他幸存者之后，调查人员最终确定所谓的“刘贞”极可能是“刘争”的讹误，而“贺林棣”则极可能是“贺林隶”的讹误。随后各位幸存者逐渐回忆起更多的相关信息，并确认了罗石冰也在龙华24烈士之中，截至1990年，最终确认的名单达到了22人，另有2人身份无从得知，对此不少说法都对此给出了自己的推断。

### 事件定性
关于这次事件的定性问题一直以来也是研究的重点之一，大量的证据都倾向于王明利用工部局和南京国民政府制造了这一次事件，而其他研究结果当中的主流意见也认为主要问题出自党内，关于这次事件的发生原因基本可以归纳为“叛徒出卖说”和“党内陷害说”两种论调，甚至有说法直接指出这二十四人是六届四中全会之后中国共产党“党内斗争的牺牲品”。

## 死者名单
| 姓名          | 肖像         | 生平 | 被捕地点          | 备注                                             |
| ------------- | ------------ | --- | ----------------- | ------------------------------------------------ |
| 林育南        | 林育南肖像   | 1898年生，湖北黄冈团风县人。1915年就读于武昌中华大学附中，1917年10月，参加恽代英创建的“互助社”，开始从事革命活动。五四运动爆发时，和恽代英一同担任湖北省五四运动领导者。1922年初，加入中国共产党。1924年，在国共两党党内合作期间担任国民党汉口执行部青年干事，但当年5月即遭到国民政府通缉。1928年转移至上海，先后担任中共中央机关《红旗日报》主编，第五次全国劳动大会、中华苏维埃区域代表大会和全国苏维埃准备委员会秘书长等职务。 | 东方旅社          |                                                  |
| 彭砚耕        | —            | 1896年生，湖南平江人。1922年6月在上海加入中国共产党。曾参加五卅运动。1928年在中共中央组织部任干事。1930年5月，担任中华苏维埃第一次全国代表大会准备会秘书，与林育南一起工作。 | 东方旅社          |                                                  |
| 罗石冰        | 罗石冰肖像   | 1896年生，江西吉安人。1924年，加入中国共产党。1926年1月，到江西巡视并主持江西地方党的工作，并于随后前往吉安发展党支部。9月，担任中共吉安特支书记，曾组织吉安地方群众参与配合北伐军的行动，破坏掉了孙传芳部队在吉安城内的通讯网络。1927年下半年调任中共江西省委委员兼宣传部长，曾参加南昌起义。1927年9月，担任中共福州市委书记。1930年秋改任中共青岛市委书记。                                                                     | 东方旅社          | 其在遇难时的化名至今无法得到彻底确认             |
| 费达夫        | —            | 1907年生，上海市人。1925年加入中国共产党，1926年被党组织派往苏联学习，1928年回国后在上海从事工人运动。担任上海工会联合会沪东办事处主任。 | 华德路明园坊11号  |                                                  |
| 段楠 （阿刚） | 段楠肖像     | 1908年生，湖南酃县人。1927年2月加入中国共产主义青年团，1928年2月参加中国共产党。1929年9月调任上海工会联合会秘书。 | 中山旅社          |                                                  |
| 王青士        | 王青士肖像   | 1907年生，原名王之绾，化名王青石、汪秋实，安徽霍邱人。1924年初第一次国共合作期间加入国民党。1925年积极参加追悼孙中山逝世的活动和五卅运动，并于当年退出国民党，1928年加入中国共产党。1929年在北京未名社工作。曾任共青团北京市委书记，1930年在山西太原重新组建了中共山西省委，并于同年赴山东重新组建山东省党委，担任山东省组织部部长和青岛市委书记。                                                                                | 东方旅社          |                                                  |
| 冯铿          | 冯铿肖像     | 1907年生，广东潮州人，柔石的恋人。1925年五卅运动时期曾被选为学生会代表。1929年5月加入中国共产党，次年参加左翼作家联盟，主要在工农工作部工作。 | 东方旅社          | 左联五烈士之一                                   |
| 柔石          | 柔石肖像     | 原名赵平福，后改为赵平复，又名少雄，1902年生，浙江宁海人，冯铿的恋人。1917年在浙江省第一师范学习，参加进步文学团体晨光社，投身于五四运动。1928年因受南京国民政府通缉而躲到上海，担任《语丝》助编，《朝花旬刊》编辑。1930年3月2日参加中国左翼作家联盟，被推选为执行委员，后任常务委员、编辑部主任。5月参加中国共产党。 | 东方旅社          | 左联五烈士之一                                   |
| 李求实        | 李求实肖像   | 原名李国玮，字北平，又名李伟森，1903年生，湖北武昌人。1922年加入中国共产党。任社会主义青年团中央候补委员、团中央南方局书记、团中央委员、团中央宣传部长。1927年11月到上海，1928年任团中央宣传部长，同时在中央宣传部和中央党报委员会工作，主编《上海报》。1930年5月，中共中央在上海召开苏维埃区域代表大会，担任中华苏维埃代表大会准备委员会上海办事处负责人。                                                                       | 东方旅社          | 左联五烈士之一                                   |
| 胡也频        | 胡也频肖像   | 1903年生，福建福州人。1930年5月与妻子丁玲一起赴沪，参加中国左翼作家联盟，后被选为中国左翼作家联盟执行委员，担任工农兵文学委员会的主席。同年11月加入中国共产党。 | 东方旅社          | 左联五烈士之一                                   |
| 殷夫          | 胡也频肖像   | 原名徐柏庭，别名徐白，笔名白莽，1910年生，浙江象山人。1930年3月成立的中国左翼作家联盟的发起人之一。在上海浦东中学读书时参加共青团。曾多次被捕，多因其兄徐培根为国民党参谋处长之故被保释出狱，出狱后仍坚持亲共产党的活动，参加共青团中央机关的工作。 | 东方旅社          | 左联五烈士之一                                   |
| 龙大道        | 龙大道肖像   | 原名康庄，侗族，贵州屏县人。1922年考入上海大学，1924年2月28日加入中国共产党，曾参与组织上海工人第二次、第三次武装起义。1927年作为13名上海代表之一出席中共五大。1928年3月，他在上海出席中共浙江省委扩大会议，当选为中共浙江省委委员，任省委工人部长。5月，任中共浙江省委常委、浙江省委代理书记。1929年前往安徽开展工作。1930年1月调任上海总工会秘书长。                                                                            | 中山旅社          |                                                  |
| 何孟雄        | 何孟雄肖像   | 原名何定礼，1898年生，湖南酃县人。北京共产主义小组成员，中共北京地委和社会主义青年团北京地委的首任书记。早期工人运动领导人之一，1927年8月调到上海工作，被驻上海的中共江苏省委分派担任省农委秘书、省委临时执委，负责农民运动工作。 | 中山旅社          |                                                  |
| 欧阳立安      | 欧阳立安肖像 | 1914年生，湖南长沙人。其父亲欧阳梅生是中国共产党早期党员，母亲欧阳陶承也参加共产党的相关活动。1929年，进入上海申新五厂做工，跟随何孟雄从事工人活动，并担任交通员。1930年春加入中国共产党。当年6月，作为中国青年工人代表，随刘少奇赴莫斯科参加赤色职工国际第五次代表大会和少共国际的有关会议，并参加了苏联十月革命13周年纪念活动。当年11月，担任共青团江苏省委委员和上海总工会青工部部长。                                         | 中山旅社          | 龙华二十四烈士当中年龄最小的一位                 |
| 恽雨棠        | 恽雨棠肖像   | 1902年生，江苏常州人，1923年加入中国共产党，是1925年8月商务印书馆工人大罢工的领导人之一，并负责起草《职工会宣言》和《罢工宣言》。1930年8月，任上海市政总工会主席。 | 新闸路福康里623号 |                                                  |
| 李文          | 李文肖像     | 1910年生，江苏武进人，恽雨棠的妻子。1927年参加共青团。1930年在上海市政总工会做机要工作。 | 新闸路福康里623号 | 被枪杀时还怀有身孕                               |
| 蔡博真        | —            | 1905年生，广东梅县人，伍仲文的丈夫。1931年时担任上海青年反帝大同盟党团书记和中共江苏省委沪中区委书记。 | 中山旅社          |                                                  |
| 伍仲文        | 伍仲文肖像   | 1903年生，广东人，蔡博真的妻子。1924年在广州妇女职业学校学习，1925年参加省港罢工，在女工部工作，并于当年加入中国共产党。1926年赴苏联学习，1928年秋回国，在上海中共法南区党委工作，负责指导学生运动。后担任共青团闸北区委书记。 | 中山旅社          |                                                  |
| 汤士佺        | 汤士佺肖像   | 1905年生，又名汤益生、汤士德，化名王阿金，江苏如皋人，汤士伦的哥哥。中共党员，入党时间不详。任中共如皋县委委员，曾任红十四军干部，1930年后被调往上海工作。 | 华德路鸿运坊152号 | 部分文献引用的是其原名汤士德                     |
| 汤士伦        | 汤士伦肖像   | 字叙五，化名黄昆，1907年生，江苏如皋人，汤士佺的弟弟。中共党员，入党时间不详。任中共江安区委书记、如皋县委负责人，后被调往上海工作。 | 华德路同兴里325号 | 有可能与黄理文回忆当中的“王昆”为同一人           |
| 刘争          | —            | 字移觉，化名王和鼎，1900年生，湖南南县人。1927年后到上海，在沪东华德小学任教。1930年6、7月间加入中国共产党，参加共产党的地下活动。 | 华德路沪新小学    | 关于其是否与“刘贞”为同一人一直有争议             |
| 贺林隶        | —            | 又名贺治平，上海华德路沪新小学教员，中共沪东区华德小学支部委员。 | 华德路沪新小学    | 部分文献对于其化名是贺林隶还是贺治平一直存有争议 |

## 纪念活动

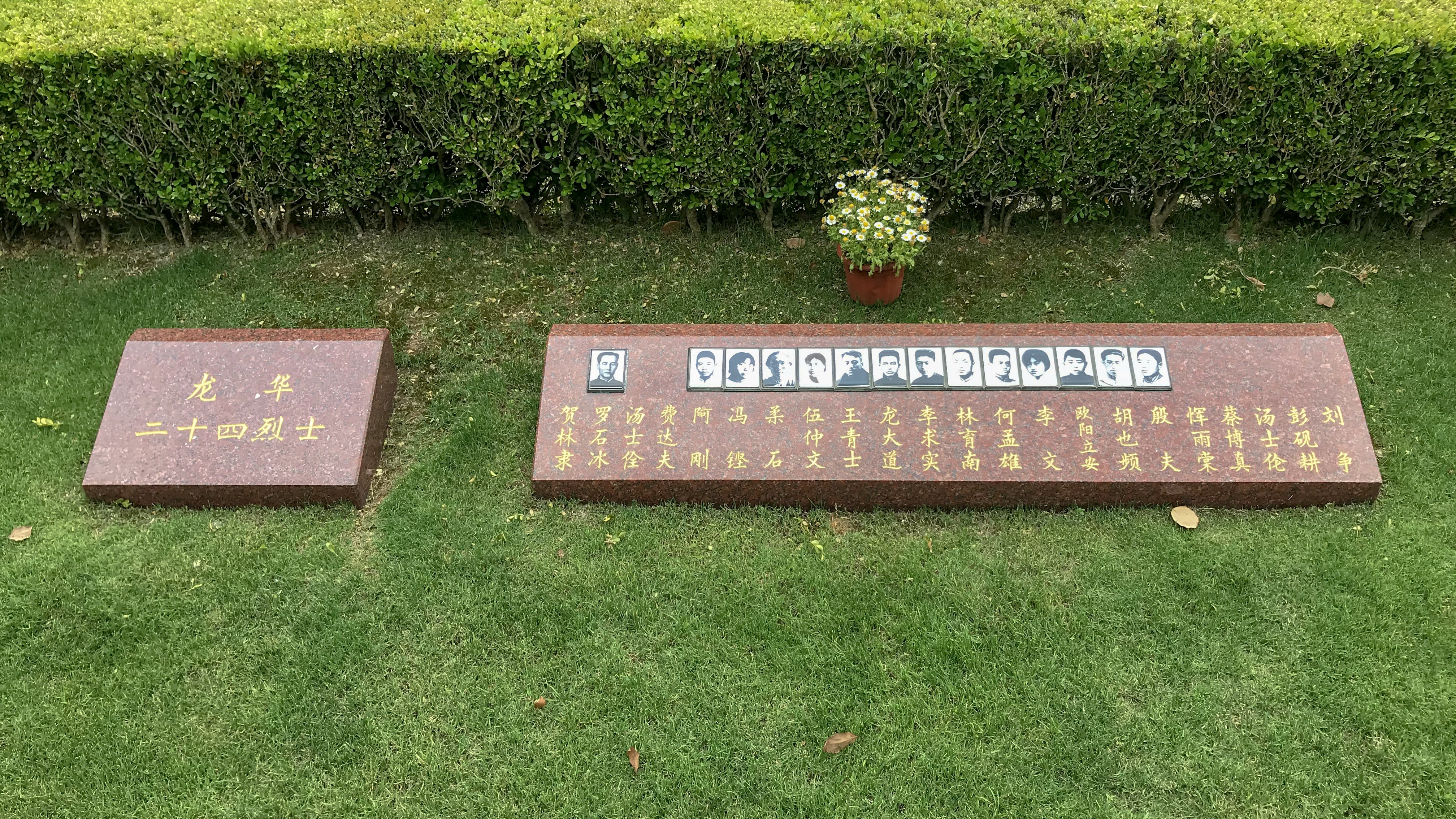
龙华二十四烈士墓

1981年，上海烈士陵园将龙华二十四烈士殉难处以及淞沪警备司令部看守所辟为纪念地，并于1984年5月4日公布为上海市文物保护单位。1985年，原葬遗址被辟为“龙华烈士就义地”。1988年，被公布为全国重点文物保护单位。1995年，包含纪念地在内的龙华烈士陵园正式建成，24烈士的遗骸也被迁入陵园内安葬。但由于名单并未具体确认，墓碑上仅写明了已确认的22人的名字。陵园建成后，龙华烈士陵园分别在24烈士遇难的70周年和80周年纪念日时举办了相关纪念活动。此外，2011年，贵州省锦屏县通过举办摄影展、书画展、研讨会来纪念龙大道诞辰110周年。2009年，龙华二十四烈士入围“100位为新中国成立做出突出贡献的英雄模范人物”网络评选的候选名单中，编号为第33位，但并没能入选最终名单。